# 自动售票机

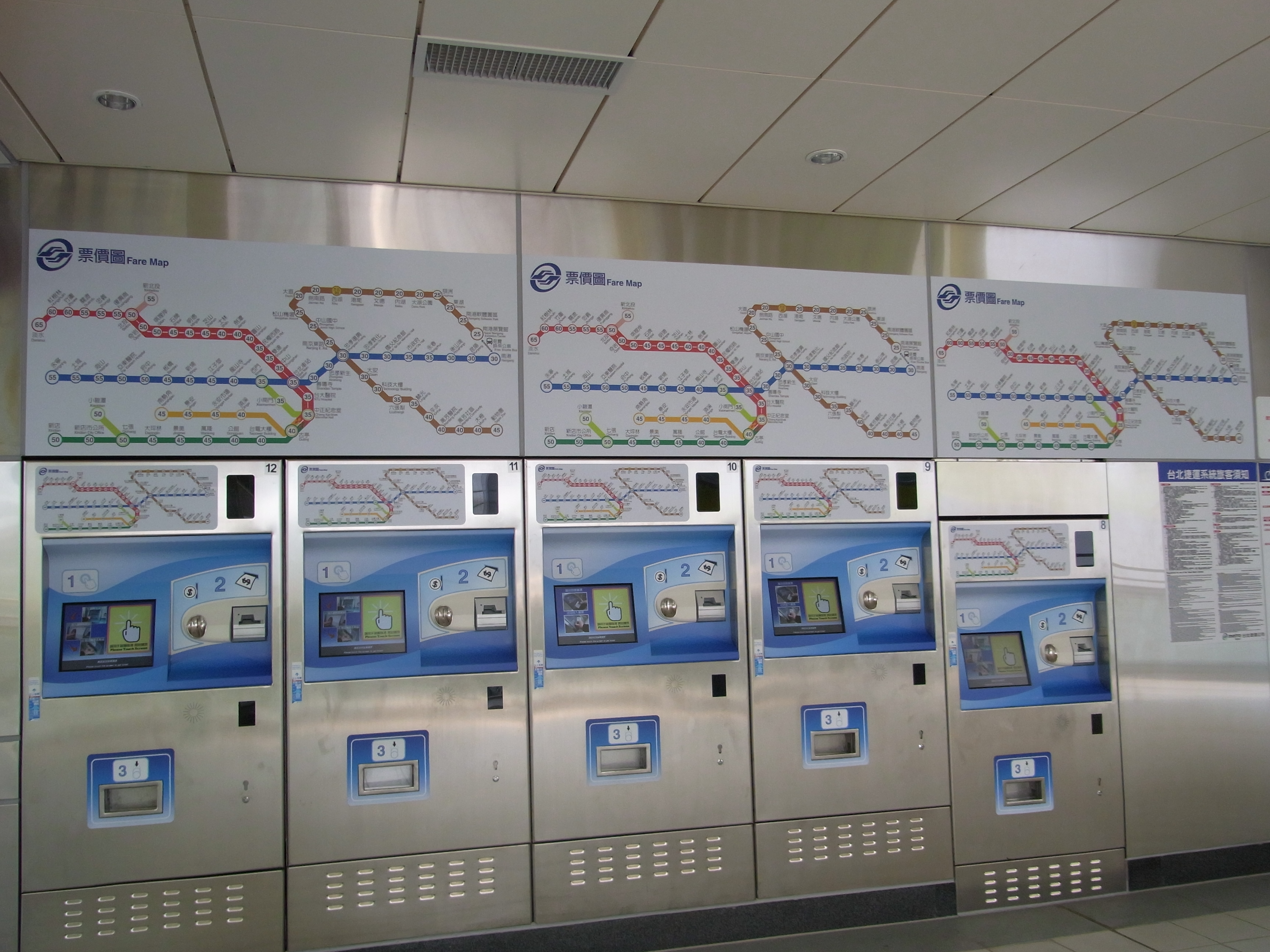
台北捷運內湖線西湖站的自動售票機

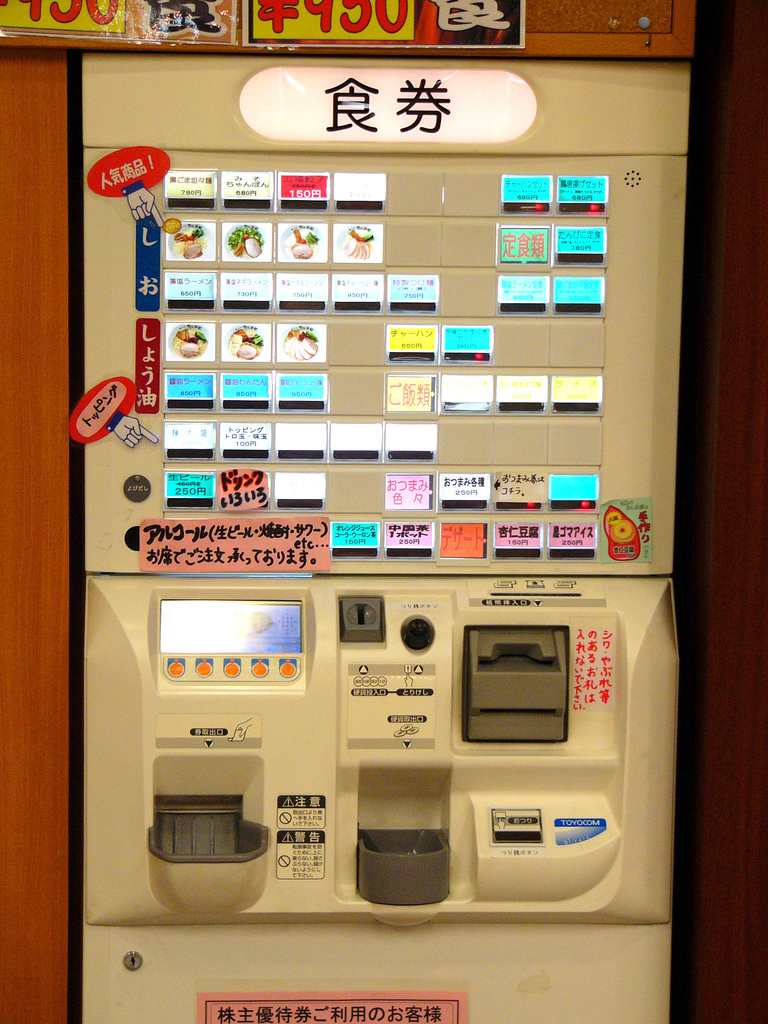
日本快餐店的自動售票機

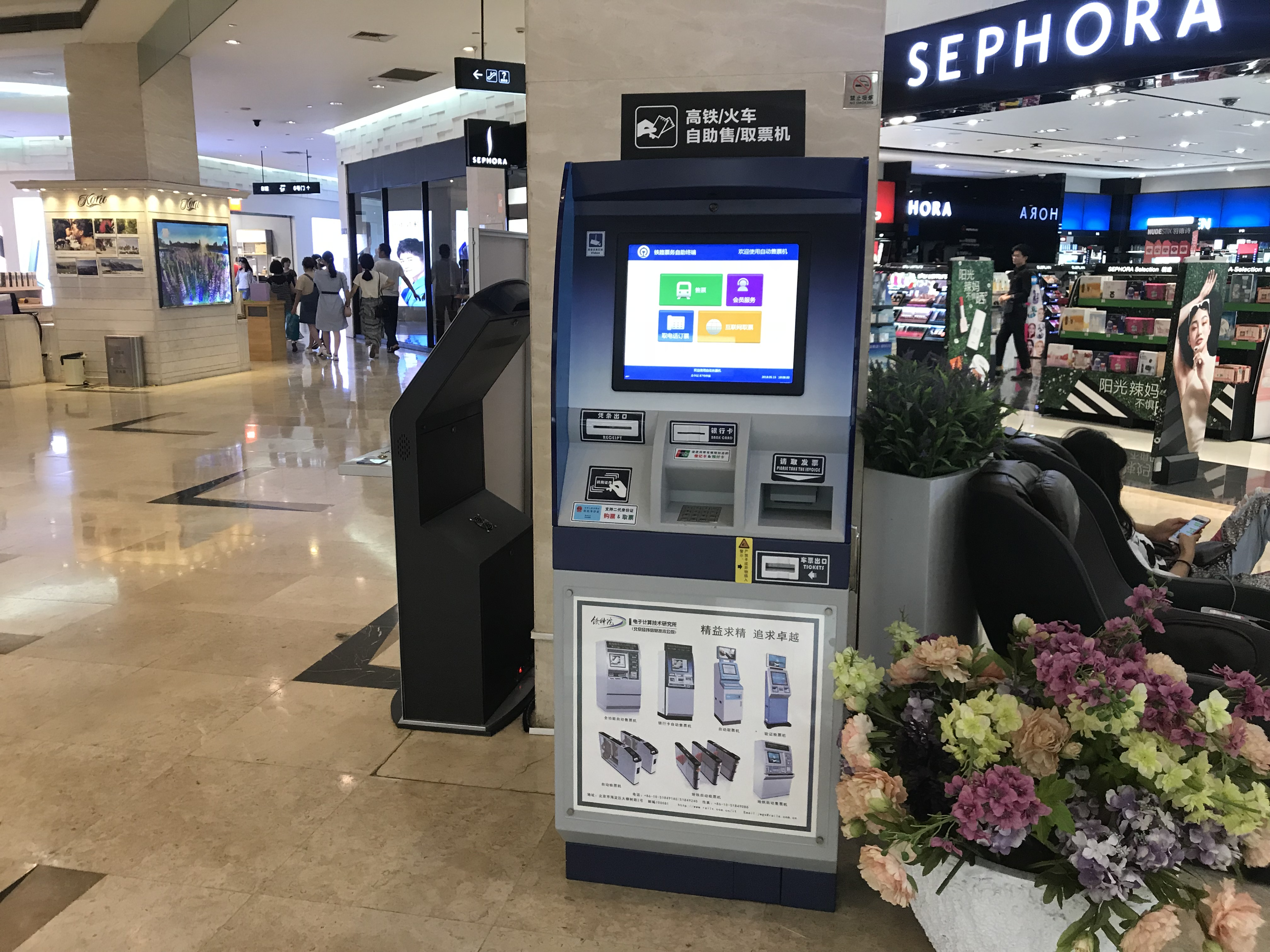
中国铁路安装在商场内的一个自动售票、取票机

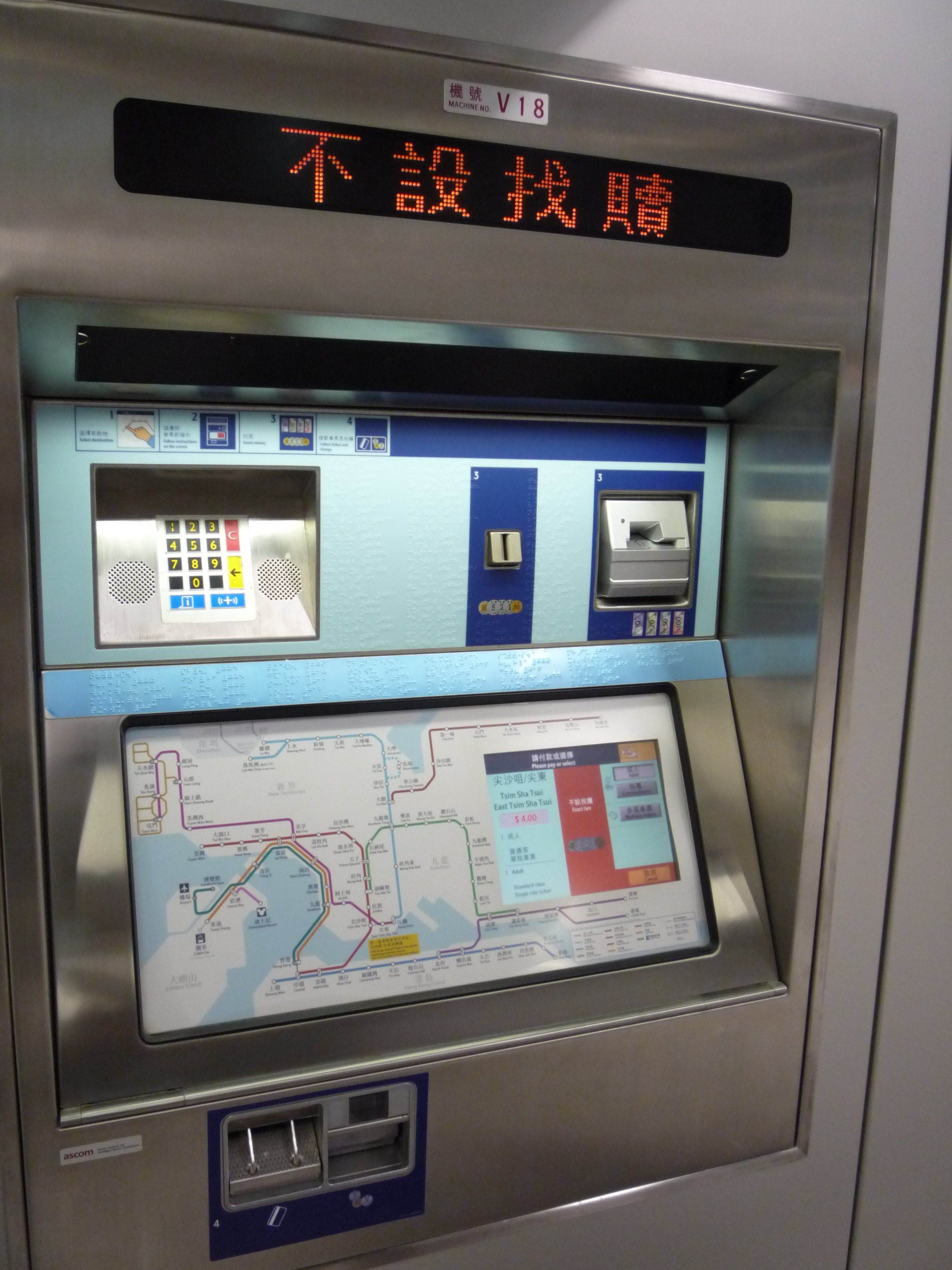
標示不找零錢的港鐵自動售票機

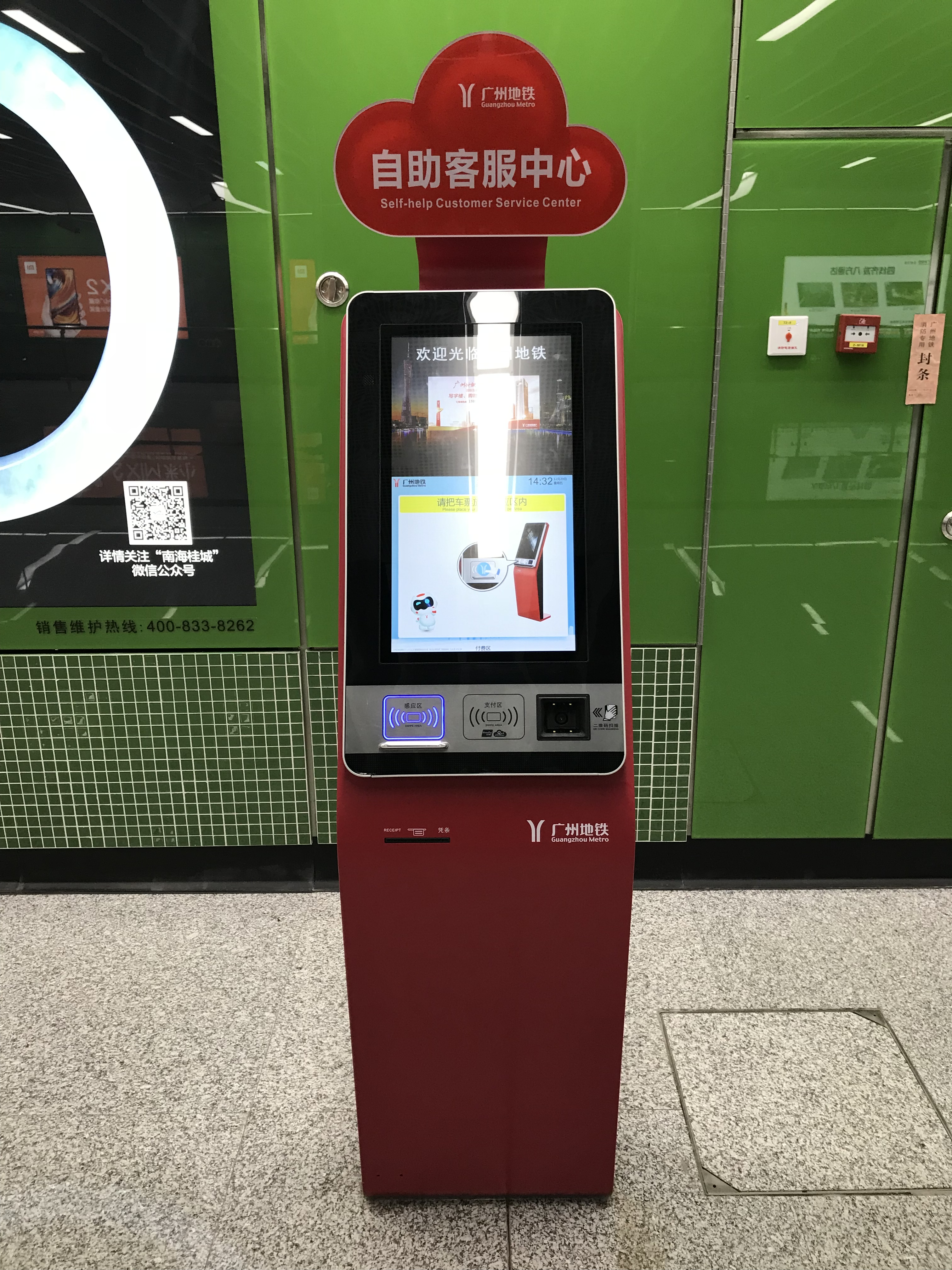
广州地铁自助客服中心，与香港港铁的自助客務機类似

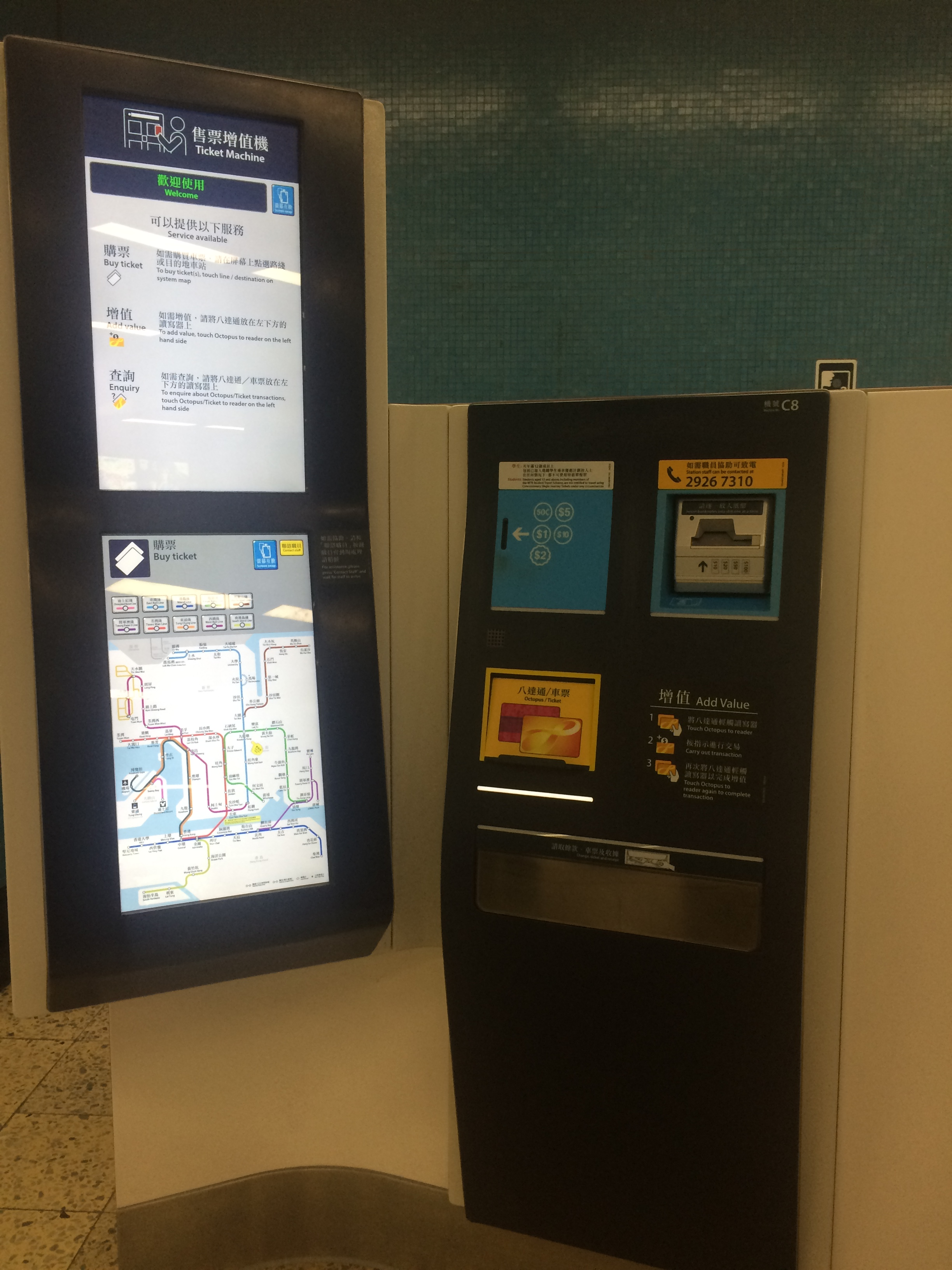
港鐵售票增值機是港鐵在市區線及輕鐵車站所配置的設備，能為各種八達通（包括迷你版及八達通錶）增值、售賣單程票及查詢八達通餘值

自动售票机（英語：Ticket Vending Machine）是售賣票券（通常為車票）的自動販賣機，部分机器也可为储值卡储值。使用自動售票機為完全自助的購票過程，當中不涉及售票員，购票者只需要在投币口放入纸币或硬币就可购票，一些自動售票機設有對講機或視訊螢幕，當購票者需要時可按鈕呼叫服務人員給予協助。自動售票機通常於鐵路車站、地铁站等交通設施設置。

## 使用

### 交通
自動售票機通常於運輸設施（例如鐵路車站、部分地方（例如倫敦）的巴士站、停車場、部分國家的機場）等設置。另外有些地方裝有郵票的自動售票機。

### 商業
自動售票機也經常在需要門票進場的場所安裝，例如戲院、部分主題公園、博物館等。
此外，由於自助售票方式能為售票方節省人手及金錢，且店員不須接觸金錢較為衛生，部分食店（通常為快餐店）也採用了自動售票機，顧客須先行於售票機付款購買及列印食票，然後憑票到取餐處領取食物。這種食店售票方式於日本等地尤為常見。

## 操作
（以下例子為於車站購買火車票）
乘客只須選擇前往目的地車站或車費，然後投入應繳金額的現金（有些可接受紙鈔或硬幣，有些只接受硬幣），或使用信用卡、儲值卡等付費，自動售票機就會發出車票。
部分系統的售票機設有找零或找續功能，會退回多付的金錢予乘客，部分則不設找零。有些系統（例如港鐵）的車站大堂則同時設有提供找續及不設找續的售票機。
售票機發出的車票有些為印上車程資料的一次性使用的紙票（例如日本東京地下鐵、香港輕鐵及電氣化初期的九廣鐵路、台灣高速鐵路、中国高速鐵路）；有些為能不斷重用的磁卡票（例如港鐵、臺鐵、上海地鐵）；有些則為IC代幣（例如台北捷運、桃園捷運、高雄捷運、廣州地鐵、深圳地鐵）。

## 其他資訊
- 一種一次投入多枚硬币的售票机是1993年日本大阪市交通局一个“关爱顾客”的想法创造出来的。
- 在日本，旅客量較大的車站，還設有一種结算机（日语：精算機）（在香港稱為自助客務機），讓乘客可利用此機器自行補票，降低等候補票出站的時間及站員的工作量。在中国大陆广东省广州市的广州地铁，还有一种与香港港铁的自助客務機类似的机器，叫做“自助客服中心”，可进行自助票务处理，于2017年12月28日起在部分车站开始使用。[2]
- 在日本、台灣等地的便利商店，還設有自助服務機，如統一超商的iBon等，是自動售票機的進階應用，可發售跨種類的票券以及其他生活相關的便利用途，如叫計程車、列印文件等。
- 部份連鎖的速食店會裝設自助點餐機，顧客在螢幕上點選餐點後，可用信用卡或其他電子支付結帳，也可帶著印出來的點餐明細到櫃台支付現金結帳。有些連鎖餐廳則是在用餐桌上放置一部平板電腦，讓顧客自助點餐；也有餐廳只在桌上印有QRcode，顧客用智慧型手機讀取QRcode開啟餐廳的網站自助點餐。